# Henkle Peak
Der Henkle Peak ist ein rund 1100 m hoher Berg im westantarktischen Ellsworthland. Er ragt 24 km nördlich des Mount Rex auf.
Der Berg liegt innerhalb einer Gruppe Nunatakker, die der US-amerikanische Polarforscher Lincoln Ellsworth bei einem Überflug am 23. November 1935 erstmals sichtete und fotografierte. Der United States Geological Survey (USGS) kartierte ihn anhand eigener Vermessungen und Luftaufnahmen der United States Navy aus den Jahren von 1961 bis 1966. Das Advisory Committee on Antarctic Names benannte ihn 1968 nach dem US-amerikanischen Topographieingenieur Charles R. Henkle vom USGS, der von 1967 bis 1968 an einer Erkundung des Marie-Byrd-Lands beteiligt war.